# Nigramma lignea
Nigramma lignea là một loài bướm đêm trong họ Noctuidae.